# Vidra, Vrancea
Vidra este satul de reședință al comunei cu același nume din județul Vrancea, Moldova, România.

## Personalități
- Mihail Kernbach (1895-1976), medic român, profesor universitar de medicină legală la Facultățile de Medicină din Cluj și Iași
- Valeriu D. Cotea (1926-2016), oenolog și academician român